# Dudaia flavocincta
Dudaia flavocincta är en tvåvingeart som först beskrevs av Oswald Duda 1923.  Dudaia flavocincta ingår i släktet Dudaia och familjen hoppflugor.
Artens utbredningsområde är Tanzania. Inga underarter finns listade i Catalogue of Life.